# Prionessus
Prionessus es un género extinto de mamífero Multituberculata, que vivió durante el Paleoceno en Asia central. Es un miembro relativamente grande del suborden de los Cimolodonta. El género fue nombrado en 1925 por W.D. Matthew y W. Granger basándose en una única especie, el Prionessus lucifer.
Se han encontrado restos fósiles de esta especie pertenecientes al Paleoceno superior en los estratos de Gashato, Naran y Nomogen en Bayan Ulan, en Mongolia y China.